# Polyommatus parvipuncta-icarinus
Polyommatus parvipuncta-icarinus är en fjärilsart som beskrevs av Tutt 1910. Polyommatus parvipuncta-icarinus ingår i släktet Polyommatus och familjen juvelvingar. Inga underarter finns listade i Catalogue of Life.